# カラス (漫画家)
カラスは、日本の漫画家、イラストレーター。
2016年現在はヤタへ改名している。

## 主な作品

### 漫画
- アルバローズの猫（ガンガンONLINE）
- NightWalker-ナイトウォーカー-（月刊コミックジーン）

### 挿絵
- MAMA（著：紅玉いづき、電撃文庫）
- 死んだ女は歩かない（著：牧野修、幻狼ファンタジアノベルス）
- お伽鬼譚 − 亡者と鬼哭の怪異譚 −（著：竹林七草、T-LINEノベルス）
- 僕の妹はバケモノです（著：鹿角フェフ、カドカワBOOKS） - ※ヤタ名義

### その他
- テーマ「四季（冬）」（ガンガンONLINE2008年12月25日） - サイトイラスト
- 拡散性ミリオンアーサー 「教練型ケイ」 （スクウェア・エニックス） - カードイラスト
- こちら、幸福安心委員会です。女王様とハピネス・サマー・ゲーム（PHP研究所） - ピンナップイラスト